# Ireneus I van Jeruzalem
Ireneus I (Grieks: Ειρηναίος Α') (Vathy, 17 april 1939 – Athene, 10 januari 2023) was Grieks-orthodox patriarch van Jeruzalem van 13 augustus 2001 tot 6 mei 2005.
Patriarch Ireneus werd geboren als Emmanouil Skopeliti (Grieks: Εμμανουήλ Σκοπελίτης) op het Griekse eiland Samos. Hij werd aangesteld als patriarch van Jeruzalem op 13 augustus 2001. In die functie volgde hij de in 2000 overleden patriarch Diodorus op.
Patriarch Ireneus raakte echter in opspraak bij Palestijnse gelovigen toen hij de verkoop  aan de Staat Israël autoriseerde van enkele gebouwen in de oude stad Jeruzalem, die aan het patriarchaat toebehoorden. Twee derde van de leden van de Heilige Synode van het Grieks-orthodox patriarchaat van Jeruzalem ondertekende toen een document dat leidde tot de afzetting van de kerkleider op 6 mei 2005.
De Israëlische regering heeft tot dusver noch de afzetting erkend van patriarch Ireneus noch de aanstelling van diens opvolger Theofilus III.
Hij kampte langere tijd met gezondheidsproblemen en overleed op 83-jarige leeftijd in een ziekenhuis in Athene.